# Rüdiger Göbel

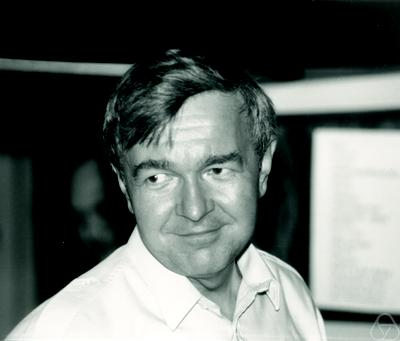
Oberwolfach 1988

Rüdiger Göbel (* 27. Dezember 1940 in Berlin; † 28. Juli 2014 in Essen) war ein deutscher Mathematiker und Hochschullehrer, der vor allem für seine Arbeiten auf Grenzgebieten zwischen Algebra, Modelltheorie und axiomatischer Mengenlehre bekannt ist.

## Leben
Göbel wuchs nach der deutschen Teilung in der Deutschen Demokratischen Republik auf und kam 1961 mit seinen Eltern nach Westdeutschland, wo er an der Johann Wolfgang Goethe-Universität Frankfurt am Main ein Studium der Mathematik und Physik begann. 1967 promovierte er bei Reinhold Baer mit einem Thema aus der Gruppentheorie. Danach war er Assistent bei Rolf Ebert am Physikalischen Institut der Julius-Maximilians-Universität Würzburg, unterbrochen durch einen Aufenthalt am Center of Relativity Theory an der University of Texas at Austin. 1974 habilitierte er als Physiker und Mathematiker in Würzburg.
Seit 1975 war Göbel Professor für Mathematik an der neu gegründeten Universität in Essen, die zusammen mit der gleichzeitig in Duisburg gegründeten Universität heute die Universität Duisburg-Essen bildet. In Essen wandte er sich wieder verstärkt der Gruppentheorie zu, wobei ihn besonders der Bereich der unendlichen abelschen Gruppen interessierte. Inspiriert durch ein damals aktuelles Ergebnis von Saharon Shelah zu einer Frage über unendliche abelsche Gruppen, welches die Abhängigkeit der Mathematik von der zugrundeliegenden Axiomatik der Mengenlehre den Mathematikern anderer Gebiete deutlich machte, richtete er sein Interesse auch dieser Art Fragestellungen zu.
Göbel veröffentlichte über 200 Artikel in mathematischen Fachzeitschriften. Viele davon hat er mit Koautoren geschrieben, was seine hohe Vernetzung mit Mathematikern aus der ganzen Welt deutlich macht. Er organisierte eine Reihe von Tagungen, die besonders das Ziel hatten, Mathematiker der Bereiche Algebra und Logik/Modelltheorie/Mengenlehre zusammenzubringen.
In der Lehre hatte Göbel ein Geschick dafür, junge Studenten und Studentinnen sehr früh in ihrem Studium mit der aktuellen Forschung in Kontakt zu bringen. Neben einer Reihe von Schülern, die er zur Promotion an andere Mathematiker vermittelte, hatte er selbst 15 Promoventen betreut.

## Veröffentlichungen
- Mit Jan Trlifaj: Approximations and endomorphism algebras of modules, Berlin : de Gruyter, 2006, ISBN 978-3-11-011079-1
- Kartesisch und residuell abgeschlossene Gruppenklassen, Frankfurt/Oder, Naturwissenschaftliche Fakultät, Dissertation, 1967
- Als Herausgeber: Models, modules and Abelian groups : in memory of A. L. S. Corner, Berlin : de Gruyter, 2008, ISBN 978-3-11-019437-1
- Als Herausgeber: Abelian groups and modules : proceedings of the Udine conference, Wien : Springer, 1984, ISBN 978-3-211-81847-3